# Жеремі Гаванон
Жеремі Гаванон (фр. Jérémy Gavanon, нар. 20 вересня 1983, Марсель) — французький футболіст, що грав на позиції воротаря.

## Клубна кар'єра
Будучи вихованцем «Марселя», Гаванон швидко зарекомендував себе як одну з надій клубу і став дублером Фаб'єна Бартеза після відходу Ведрана Руньє. Хоча він зіграв лише кілька матчів, він все ж взяв участь у фіналі Кубка УЄФА 2004 року проти «Валенсії», вийшовши на заміну після вилучення Бартеза і пропустив два голи, через що його команда програла 0:2 і не здобула трофей. У сезоні 2004/05 років він отримав більше ігрового часу і взяв участь у восьми матчах Ліги 1.
Після повернення влітку 2005 року до команди Седріка Каррассо, молодого воротаря вирішили віддати в оренду клубу Ліги 2 «Клермон». Там у сезоні 2005/06 років він провів 22 матчі за «Клермон», але команда вилетіла до третього дивізіону.
Після закінчення сезону Гаванон перейшов до «Сошо», де тренер Ален Перрен зробив його дублером Тедді Рішера. Він був на лаві запасних, коли «Сошо» виграв фінал Кубка Франції 2007 року. 29 травня 2009 року, по завершенні контракту, покинув клуб, зігравши лише 6 ігор у Лізі 1.
2009 року перейшов до клубу третього дивізіону «Канн», за який відіграв 5 сезонів. Завершив професійну кар'єру футболіста виступами за команду «Канн» у 2014 році, після того як команда збанкрутувала і була позбавлена професіонального статусу.

## Виступи за збірну
Протягом 2004—2006 років залучався до складу молодіжної збірної Франції, з якою став переможцем Турніру в Тулоні в 2004 році і був визнаний найкращим воротарем змагання. Був учасником молодіжного Євро-2006, на якому був дублером Стіва Манданда, а французи завершили боротьбу на стадії півфіналів. Всього на молодіжному рівні зіграв у 19 офіційних матчах.

## Титули і досягнення
- Володар Кубка Франції (1):

«Сошо»: 2006/07